# Miss Brésil 1955
Miss Brésil 1955, 2e élection de Miss Brésil, s'est déroulée le 25 juin 1955 à l'hôtel Quitandinha de Petrópolis. La gagnante, Emília Barreto succède à Martha Rocha, Miss Brésil 1954.

## Classement final
| Titre                                         | Candidates                        |
| --------------------------------------------- | --------------------------------- |
| Miss Brésil 1955 - Top 15 à Miss Univers 1955 | - Ceará - Emília Barreto          |
| 1re dauphine                                  | - Amazonas - Anete Stone          |
| 2e dauphine                                   | - Rio de Janeiro - Ingrid Schmidt |
| 3e dauphine                                   | - São Paulo - Etel Chiaroni       |
| 4e dauphine                                   | - Pará - Maria Gilda Rodrigues    |

## Candidates
| Numéro | État                | Nom                     |
| ------ | ------------------- | ----------------------- |
| 1      | Alagoas             | Bertini Mota            |
| 2      | Amazonas            | Annete Stone            |
| 3      | Bahia               | Maria Eunice Dias       |
| 4      | Ceará               | Emília Barreto Lima     |
| 5      | Espírito Santo      | Joselina Cyprianno      |
| 6      | Goiás               | Adelly Vieira da Silva  |
| 7      | Guanabara           | Elvira da Veiga Wilberg |
| 8      | Maranhão            | Simei Ribeiro Bílio     |
| 9      | Mato Grosso         | Zuleida Assaf de Mello  |
| 10     | Minas Gerais        | Maria Aparecida Benz    |
| 11     | Pará                | Maria Zilda Rodrigues   |
| 12     | Paraíba             | Maria Bernadete Silva   |
| 13     | Paraná              | Wilma Sozzi             |
| 14     | Pernambouc          | Alba Carneiro           |
| 15     | Rio de Janeiro      | Ingrid Schmidt          |
| 16     | Rio Grande do Norte | Maria José Varela       |
| 17     | Rio Grande do Sul   | Rosa Lúcia Alamon       |
| 18     | Santa Catarina      | Maria Heusi             |
| 19     | São Paulo           | Etel Chiaroni           |

## Observations